# The New Colossus
The New Colossus ist ein Sonett von Emma Lazarus, das diese 1883 verfasste. Es war als Beitrag zu einer Kunstsammlung gedacht, die Geld für den Bau des Podests der Freiheitsstatue in New York sammeln sollte. Eine Bronzetafel mit dem Gedicht befindet sich seit 1903 im Inneren des Podestes der Freiheitsstatue und wird jetzt im Museum innerhalb des Podests gezeigt.

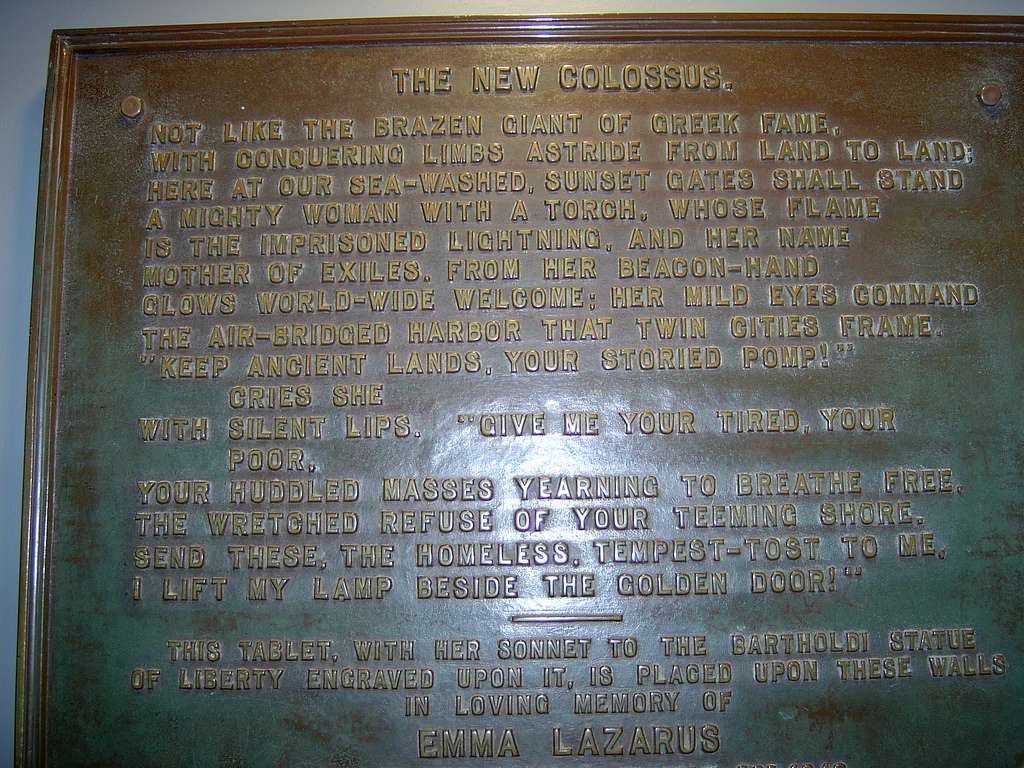
Die Bronzetafel am Podest der Freiheitsstatue

Der Titel und die beiden ersten Zeilen des Gedichts beziehen sich auf den Koloss von Rhodos, eines der Sieben Weltwunder. Das Gedicht behandelt die Millionen von Immigranten, die in die Vereinigten Staaten von Amerika kamen (viele von ihnen über Ellis Island im Hafen von New York), und die Identität der Vereinigten Staaten als erklärte Einwanderernation.

## Text
Not like the brazen giant of Greek fame

With conquering limbs astride from land to land

Here at our sea-washed, sunset gates shall stand

A mighty woman with a torch, whose flame

Is the imprisoned lightning, and her name

Mother of Exiles. From her beacon-hand

Glows world-wide welcome; her mild eyes command

The air-bridged harbor that twin cities frame.

„Keep, ancient lands, your storied pomp!“ cries she

With silent lips. „Give me your tired, your poor,

Your huddled masses yearning to breathe free,

The wretched refuse of your teeming shore.

Send these, the homeless, tempest-tossed to me:

I lift my lamp beside the golden door.“
Deutsche Übersetzung:
Nicht wie der metallene Gigant von griechischem Ruhm,

Mit sieghaften Gliedern gespreizt von Land zu Land.

Hier an unserem meerumspülten hesperischen Tore soll stehen

Eine mächtige Frau mit Fackel, deren Flamme

Der eingefangene Blitzstrahl ist, und ihr Name

Mutter der Verbannten lautet. Von ihrer Leuchtfeuerhand

Glüht weltweites Willkommen, ihre milden Augen beherrschen

Den luftüberspannten Hafen, den Zwillingsstädte umrahmen.

„Behaltet, o alte Lande, euren sagenumwobenen Prunk“, ruft sie

Mit stummen Lippen. „Gebt mir eure Müden, eure Armen,

Eure geknechteten Massen, die frei zu atmen begehren,

Den elenden Unrat eurer gedrängten Küsten;

Schickt sie mir, die Heimatlosen, vom Sturme Getriebenen,

Hoch halt' ich mein Licht am gold’nen Tore!“